# Viticulture au Chili

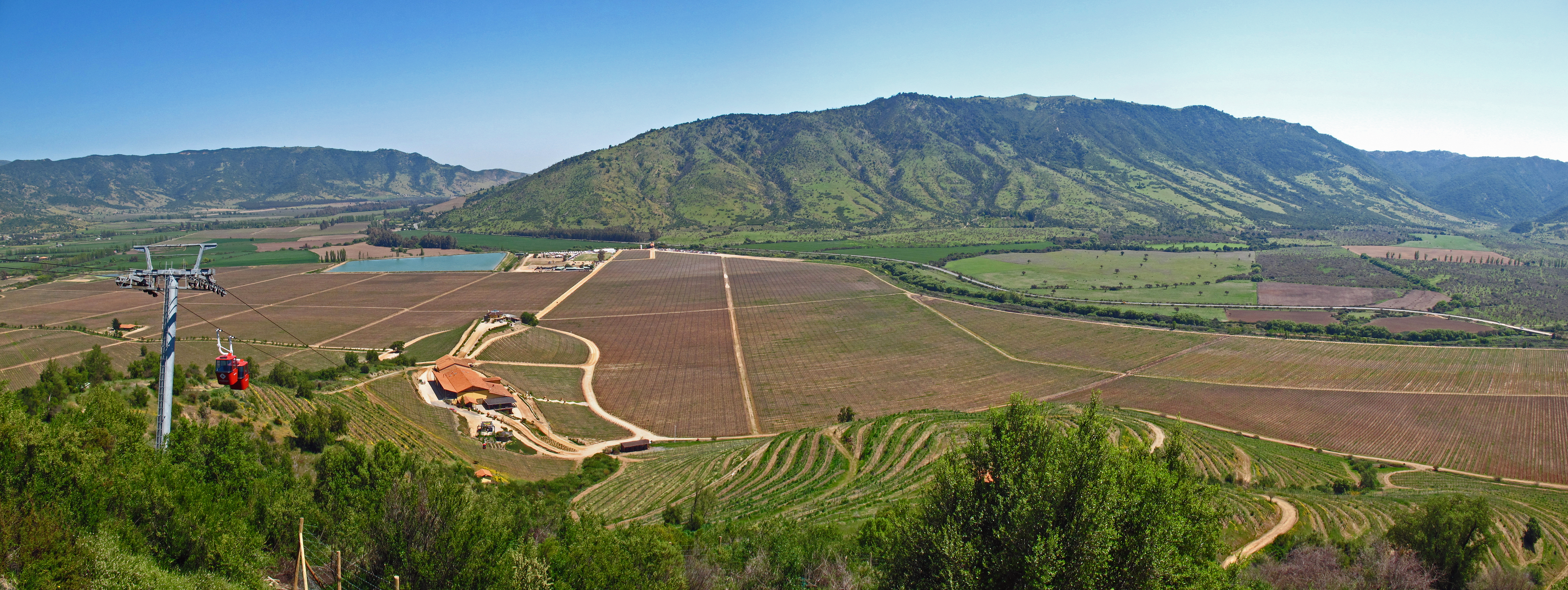
Vignoble de Santa Cruz.

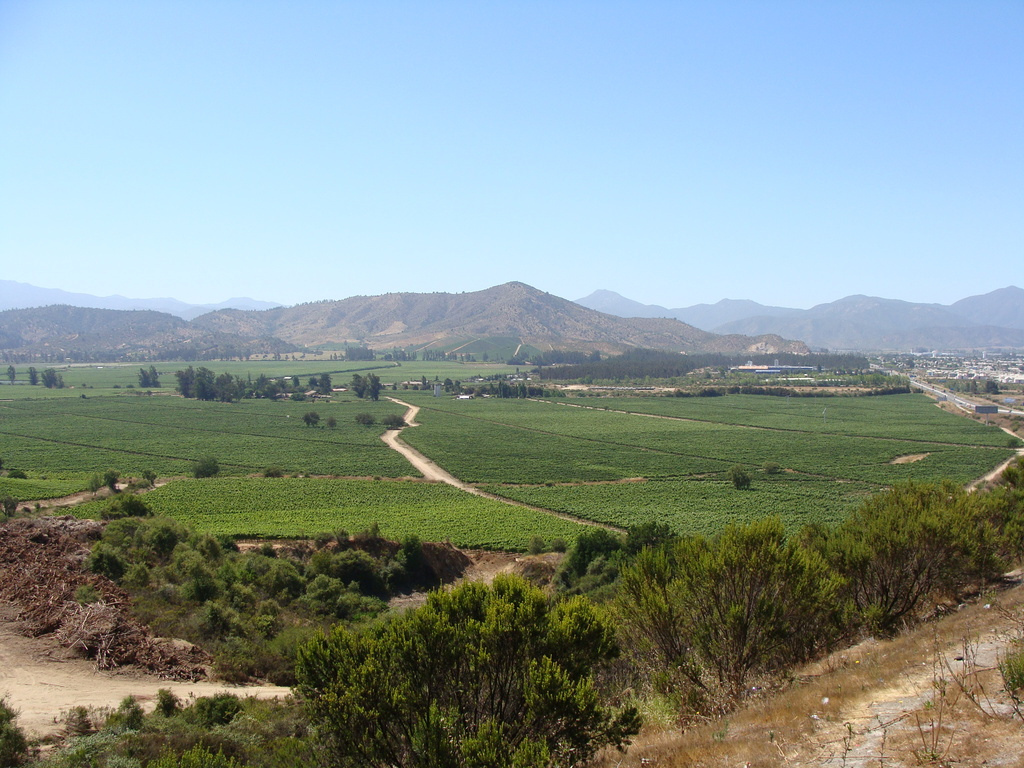
Vignoble de vallée de Casablanca, Chile.

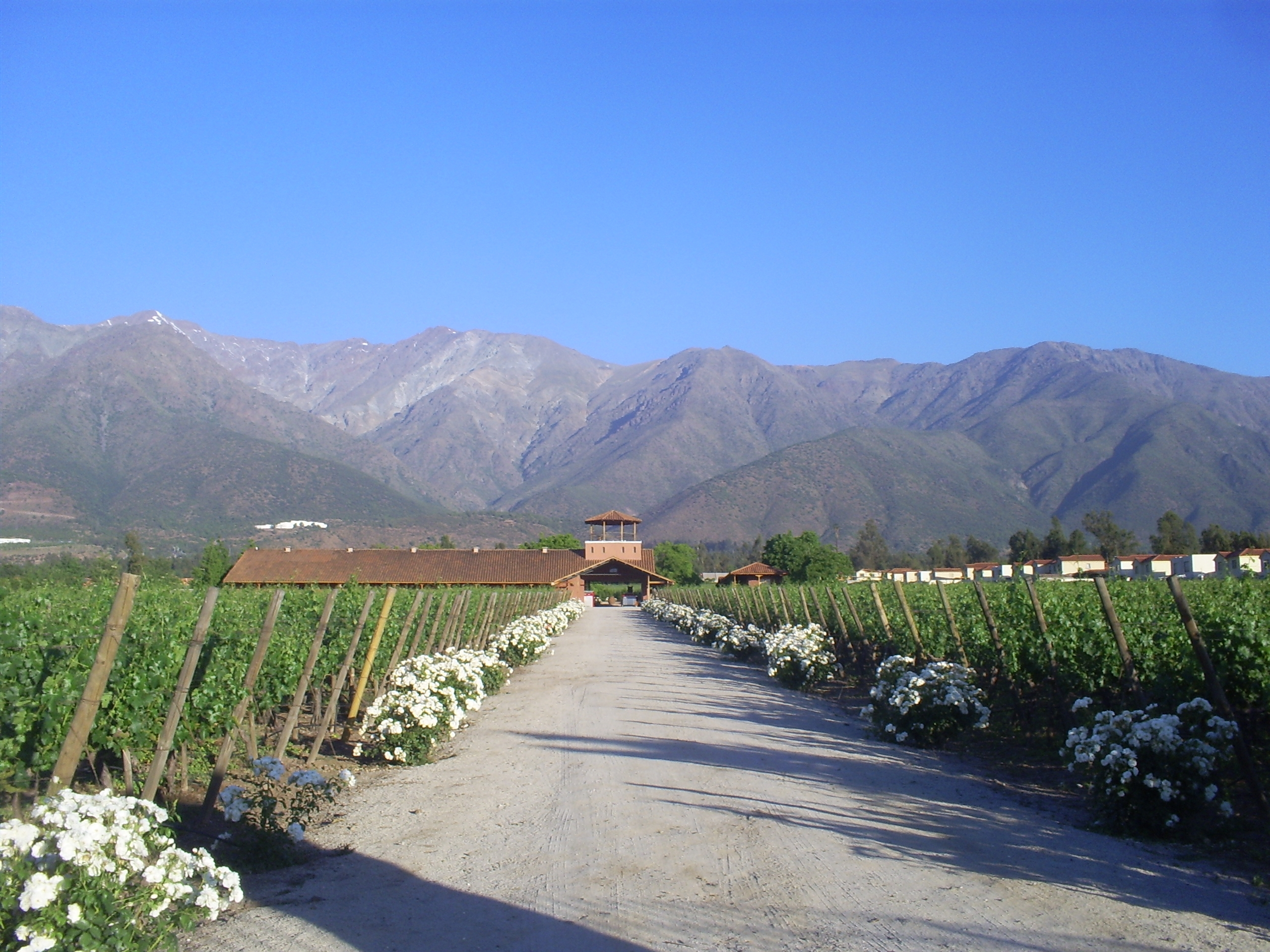
Vignoble "Aquitania" Peñalolén, Santiago, Chile.

La viticulture au Chili est issue de la colonisation espagnole. Bordé par l'océan Pacifique à l'ouest et la chaîne des Andes à l'est, le Chili a de nombreux atouts pour être un pays de grands terroirs : de bonnes terres bien situées, de l'eau, un climat favorable, une main d'œuvre qui connaît la viticulture.
La viticulture chilienne date de l'époque des conquistadores qui apportèrent avec eux la vigne depuis l'Europe vers le milieu du XVIe siècle. Le pays n'a pas connu les ravages du phylloxéra, et conserve des vignes préphylloxériques non greffées, apportées au milieu du XIXe siècle par Don Luis Cousiño.
La production des vins se fait pour l'essentiel dans la vallée centrale, une région bordée de deux chaînes montagneuses, traversée de nombreux cours d'eau, comme l'Aconcagua, le Maipo, le Cachapoal, le Tinguiririca, le Teno, le Lontué, le Loncomilla et le Maule, et s'étendant sur 80 km au nord et 350 km au sud de la capitale Santiago.

## Historique

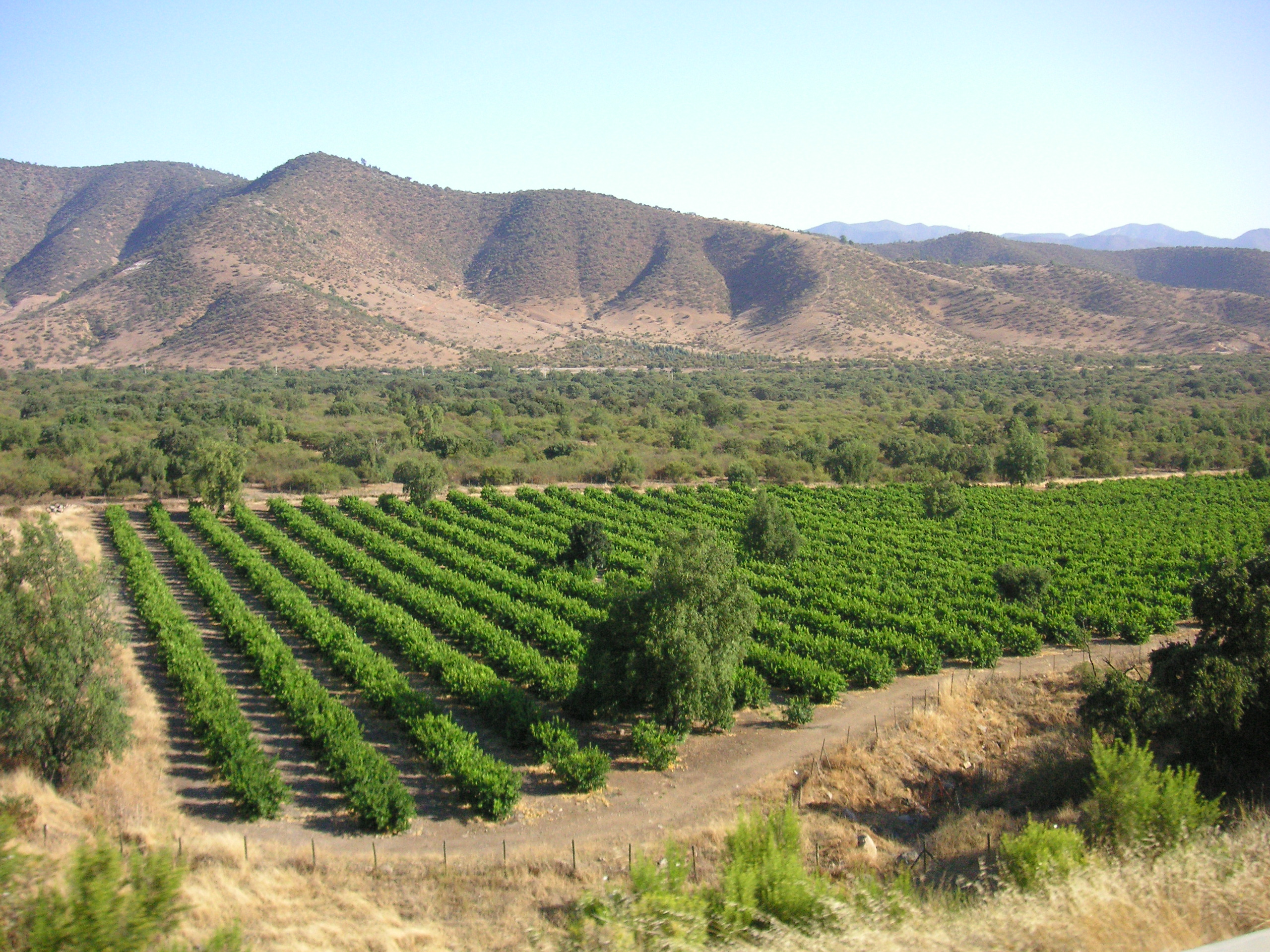
Vignoble sur le piémont des Andes.

### Origine
La viticulture au Chili commence au XVIe siècle. Dès 1551, un commerce de raisins existe à Santiago et à la Serena. Puis, en 1594, un document signale un grand développement des vignes, un vignoble colonial, dont la vigne provient d'Espagne via le Pérou. D'abord plantée autour de Santiago, elle va s'étendre vers Conception et Angol.
En dépit d'un climat très favorable, elle reste cantonnée dans ces secteurs pour que ses vins ne concurrencent pas ceux de sa métropole.
Pour cela, l'Espagne édicte restrictions et interdits, les viticulteurs locaux sont taxés, les licences de plantation et de vente refusées.

### Francisation du vignoble
Au début du XIXe siècle l'Indépendance permet un bond à la viticulture chilienne. Le système colonial fait venir des cépages espagnols, la décolonisation les fait chercher en France. En 1838, les propriétaires de vignobles rejoignent la Société d'agriculture du Chili et celle-ci améliore le vignoble. Les cépages bordelais alternent avec ceux de Bourgogne. Un tiers du vignoble en est changé. Seules les anciennes vignes persistent dans les secteurs les moins rentables, au nord dans les vallées de Copiapo, d'Huasca et d'Elqui ; au sud jusqu'à Bio-Bio. Dans un pays exempt de maladies cryptogamiques et du phylloxéra, leur vitalité est telle que certaines deviennent de « vraies vignes sauvages accrochées aux arbres des forêts et fructifiant ».

### Le phylloxéra
Le phylloxéra est un petit insecte qui s'attaque aux racines des vignes. Il fait d'abord ravage au milieu du XIXe siècle, en arrivant en Europe au départ des États-Unis. Un système de greffe finit par être instauré : la vigne est greffée sur un pied différent (de variété américaine), empêchant une extension maximale des racines et empêchant aussi un approvisionnement plus varié, qui serait bénéfique pour le vin.
Le Chili est l'un des seuls pays au monde, avec Chypre, dont le vignoble n'est pas affecté par le phylloxéra. Ce qui lui a permis, au cours de la fin du XIXe siècle, d'exporter des vins français d'imitation.
De nombreuses explications ont été avancées :
- La première mettait en avant le côté isolé du Chili, encadré entre l'Océan Pacifique, le désert d'Atacama et la Cordillère des Andes, le phylloxéra n'avait tout simplement pas pu rentrer. Cependant avec de tels arguments on pourrait penser que la Nouvelle-Zélande ne devrait pas être affectée non plus, ou du moins, qu'à terme, de par la mondialisation des échanges, le Chili aurait été infecté. Or ce n'est pas le cas.
- La deuxième se réfère à l'irrigation mise en place au Chili. On pensait, que le phylloxéra ne résistait pas à l'abondance d'eau, peut-être en faisant allusion à un vieux traitement du phylloxéra utilisé dans la région de Bordeaux qui consistait à mélanger de l'eau et du cuivre et d'inonder les vignes. Cependant, la Californie ne devrait pas être affectée non plus car elle aussi irrigue ses vignes. Néanmoins la piste était lancée.
- La troisième reprend la deuxième. En effet, le Chili est le premier producteur de cuivre au monde. Or, pour extraire le cuivre, celui-ci doit être lavé, et les rivières ont été utilisées pour cela. Ainsi les rivières ont réparti une infime quantité de cuivre un peu partout dans le pays. Cela a abouti à ce que la teneur en cuivre du Chili, et plus précisément des régions viticoles, soit légèrement supérieure à la moyenne. Le cuivre est un élément corrosif que le phylloxéra n'a pas l'air de supporter. Voici la raison pour laquelle le Chili aurait réussi à y échapper.

Les vignes ont ainsi l'avantage unique de ne pas être greffées : certaines vignes ont plus de 140 ans d'âge, permettant un approvisionnement maximum et cela aboutit à un vin plus complexe.
C'est avec cette longévité que certains cépages, aujourd'hui disparus, ont été retrouvés au Chili avec l'arrivée d'œnologues européens. C'est notamment le cas du Carménère ; ce vieux cépage bordelais, aujourd'hui très rare en France, s'est remarquablement bien adapté au Chili, et sa spécificité a permis de mettre encore plus en valeur le pays. "La recherche de nouveaux vignobles d'altitude et de véritables terroirs devrait permettre au vin chilien de faire un nouveau bond qualitatif" (Mariana Martinez, journaliste viticole chilienne).

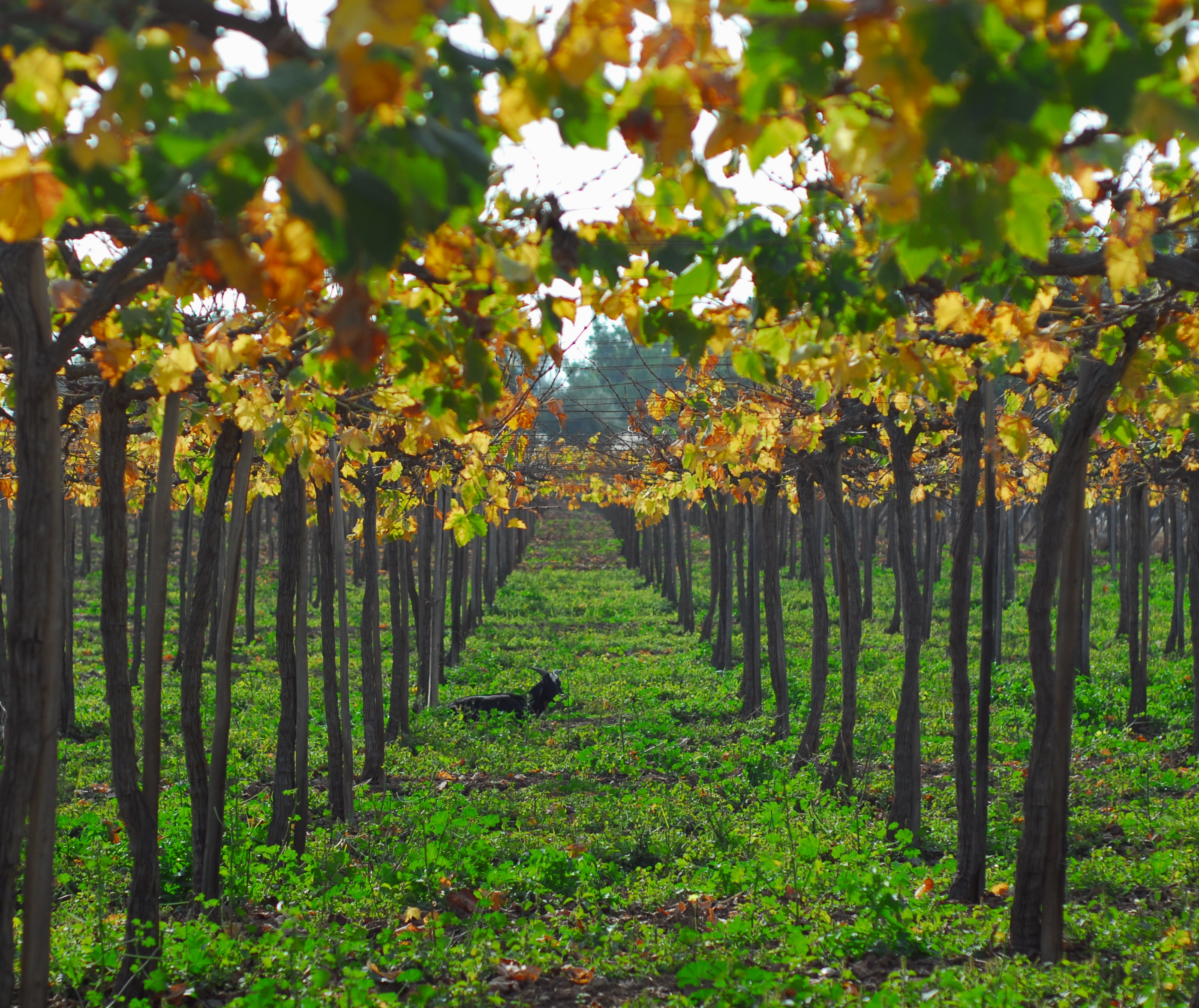
Vignes en espalier au Chili

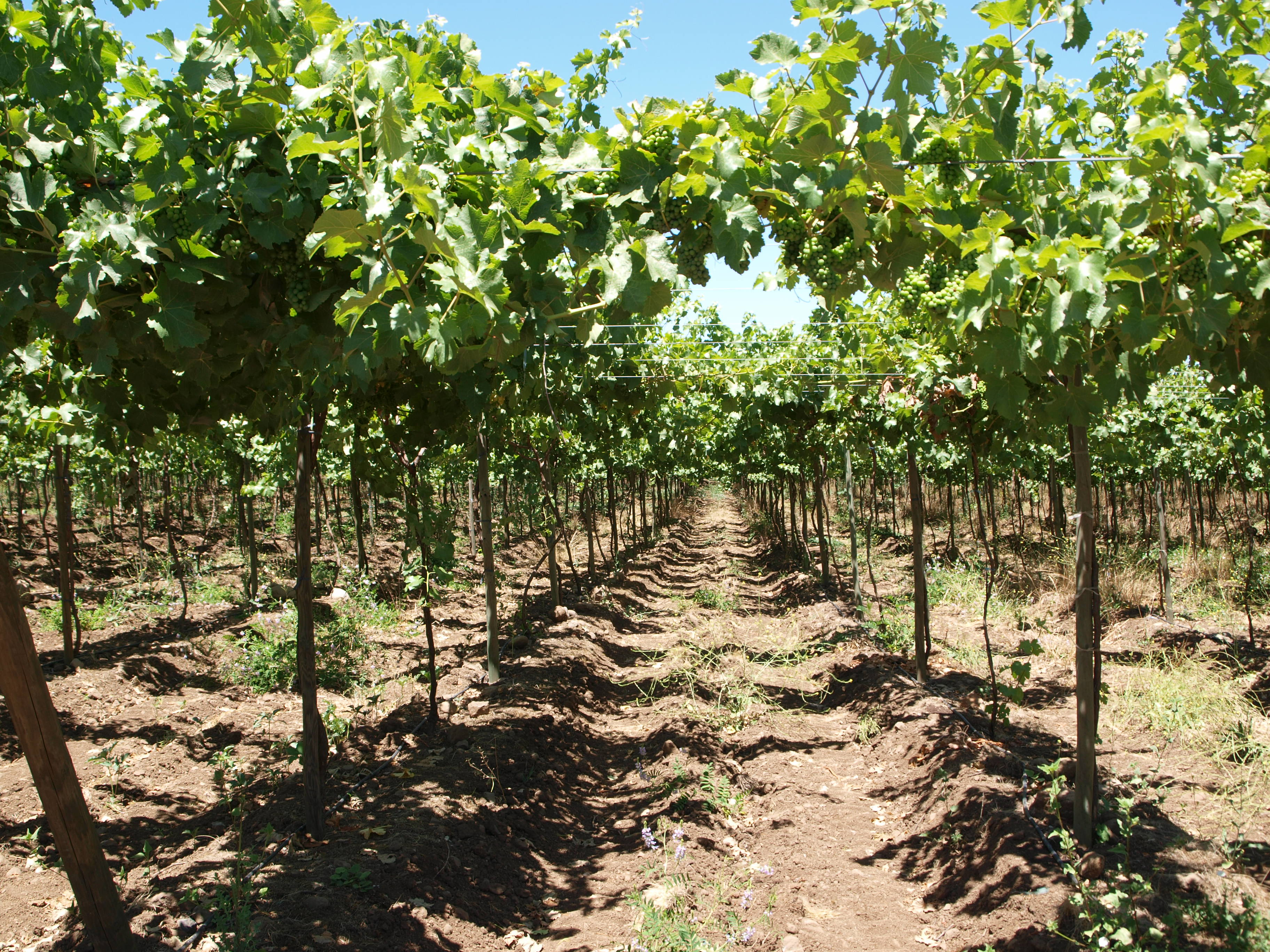
Conduite en parronal

### Modes de conduite
Les principaux systèmes de conduite sont le gobelet, l'espalier, le parronal (sorte de haute treille), et des systèmes qui divisent le feuillage, comme la Lyre, le DCG et le Scott-Henry. Le gobelet s'utilise dans les vignobles sans irrigation. Les espaliers hauts et sans croisement sont majoritaires dans la Vallée Centrale, où a été développée la récolte mécanisée, et dans les vegas. Le parronal est réservé pour le raisin de table et le Pisco, alcool local, et pour le raisin de cuve, depuis la mise au point d'une machine à vendanger adaptée à ce type de conduite.
Le gobelet fut introduit par les Espagnols. Il reste particulièrement bien adapté à un climat de type méditerranéen. Sa conduite n'a pas varié depuis la période coloniale, tant au point de vue de sa densité (entre 1 x 1 et 1,5 x 1,5 m). Par tradition, il se taille de quatre à huit coursons de deux à trois yeux.
L'espalier fut introduit par des techniciens français venus au Chili pour fuir la crise du phylloxéra qui sévissait en Europe. La densité de plantation varie. Généralement située entre 2 x 1 m et 2.5 x 1,5 m, elle peut atteindre 3 x 2 m quand l'espalier est croisé. La taille diffère selon les variétés de raisin mais la plus usitée reste le cordon uni ou bilatéral. Vient ensuite la taille Guyot, généralement double, ou la taille en huasca, taille de type local dans laquelle la rame porteuse garde toute son extension, sans écimage.
Le parronal fut introduit dans les années 1950 pour le raisin de table. Ce mode de conduite est similaire au parral cuyano argentin ou à la pergola italienne. La densité plantation est passée de 4 x 4 m à 3 x 1,5 m. La taille est assez variée puisque sont utilisées les cordons, la Guyot multiple ou la huasca.
De nouveaux modes de conduite sont apparus grâce à des chercheurs français comme Alain Carbonneau. Ils permettent de diviser le feuillage donc d'augmenter la capacité photosynthétique des feuilles et l'exposition des grappes au soleil. Le plus répandu est la lyre, avec 4 000 hectares dont la densité de plantation varie de 3 x 1 à 3,5 x 1,25 m. Viennent ensuite la Scott-Henry (2,5 x 1,5 m), et la DCG, dont la densité est celle de la lyre.

## Les cépages du Chili

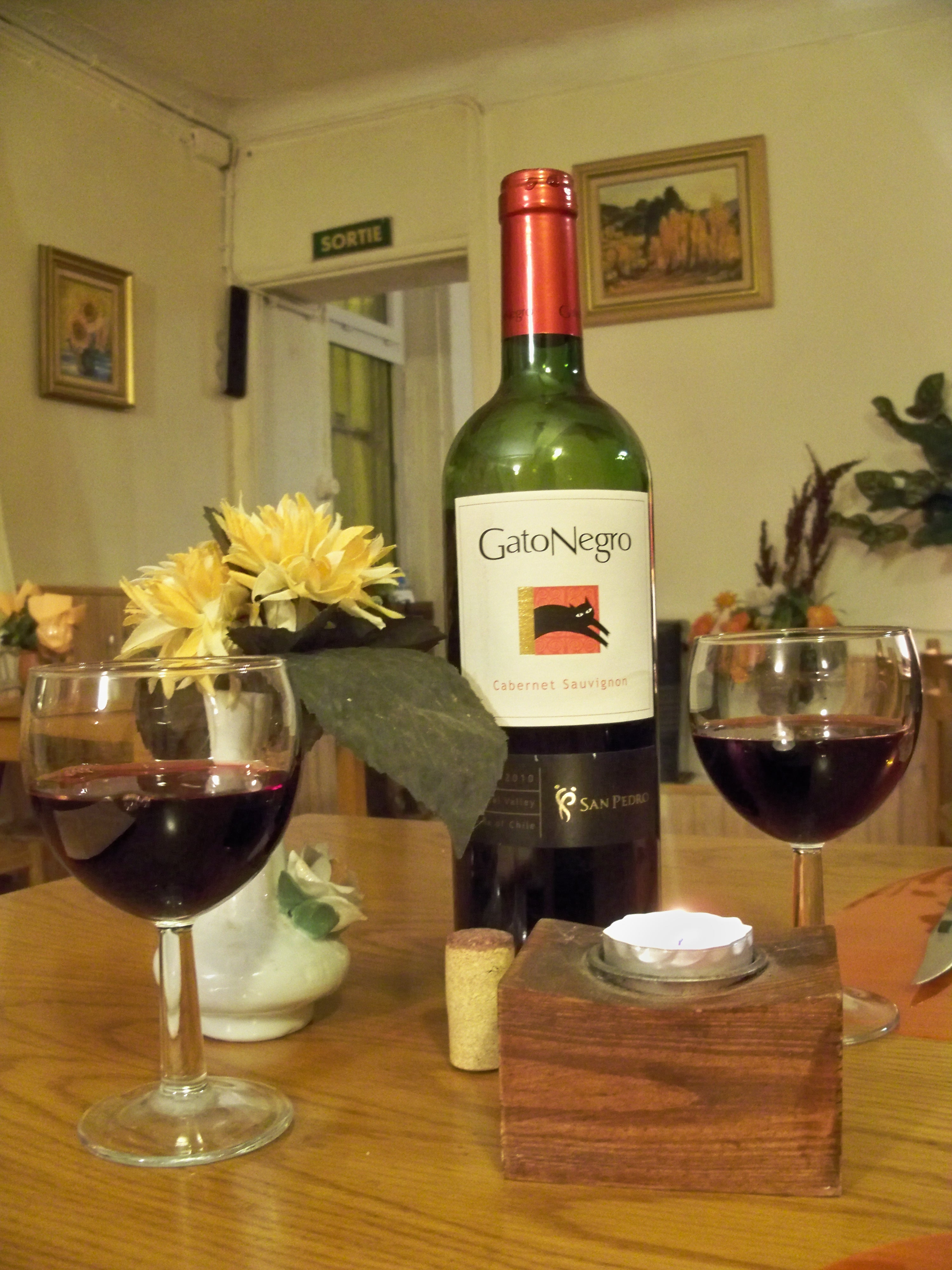
Gato negro, San-Pedro, Vallée centrale, cabernet-sauvignon, 2010

Les vins rouges, sont vinifiés surtout à partir du cabernet-sauvignon, du merlot et le/la carménère, mais on trouve tous les cépages français, dont une partie a été importée depuis la France pour les protéger du phylloxéra. En plus, on trouve d'autres cépages étrangers, ainsi que des cépages qui ont été introduits beaucoup plus tôt par les Espagnols (le Pais y la Uva huasa). 
Les vins blancs sont vinifiés à partir de chardonnay et de sauvignon, essentiellement. On y trouve également le Muscat d'Alexandrie, à partir duquel les Chiliens produisent le Pisco et le Tamarugal, cépage autochtone trouvé dans le désert du même nom.

### La réglementation
La qualité des vins est de plus en plus réglementée et peu contrastée. Depuis 1995, il y a une classification des zones géographiques du pays et une classification des vins en trois catégories (avec dénomination d'origine contrôlée, sans dénomination d'origine contrôlée et vin de table). Les appellations « gran vino » et « reserva » sont utilisées en fonction de l'image que les viticulteurs se font de leur vin.
Les viticulteurs chiliens ont commencé, depuis le début des années 1990, une politique d'amélioration de leur vin, avec l'introduction de techniques qui ont fait leurs preuves ailleurs, pour produire des vins de caractère : 
- contrôle des températures ;
- maîtrise des procédés de fermentation ;
- baisse des rendements ;
- amélioration du vieillissement en barriques de vrai chêne.

### Les grands crus

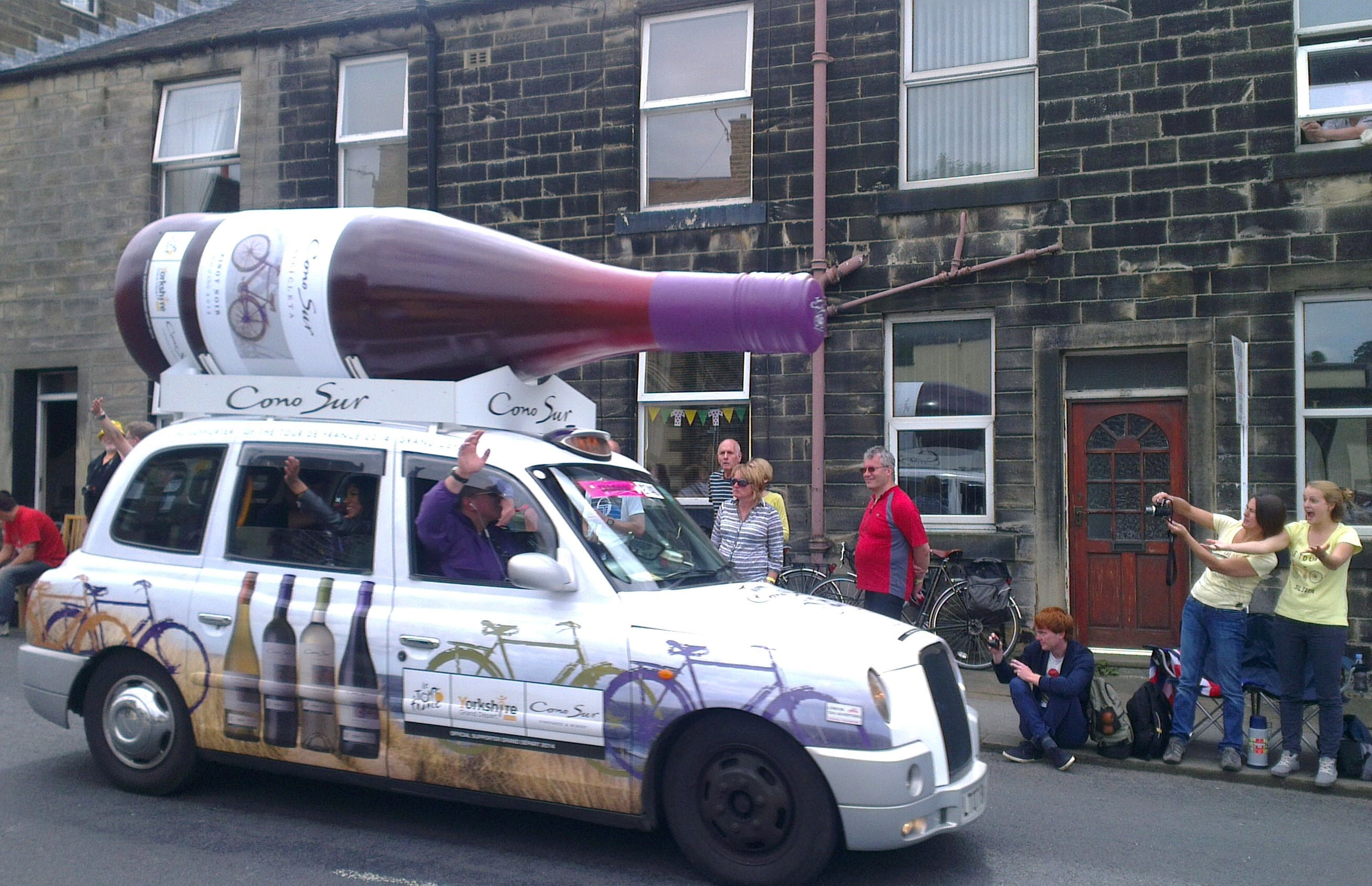
Cono Sur Bicicleta, dans la caravane publicitaire du 6 juillet 2014, lors de la 2e étape du Tour de France, dans le Yorkshire.

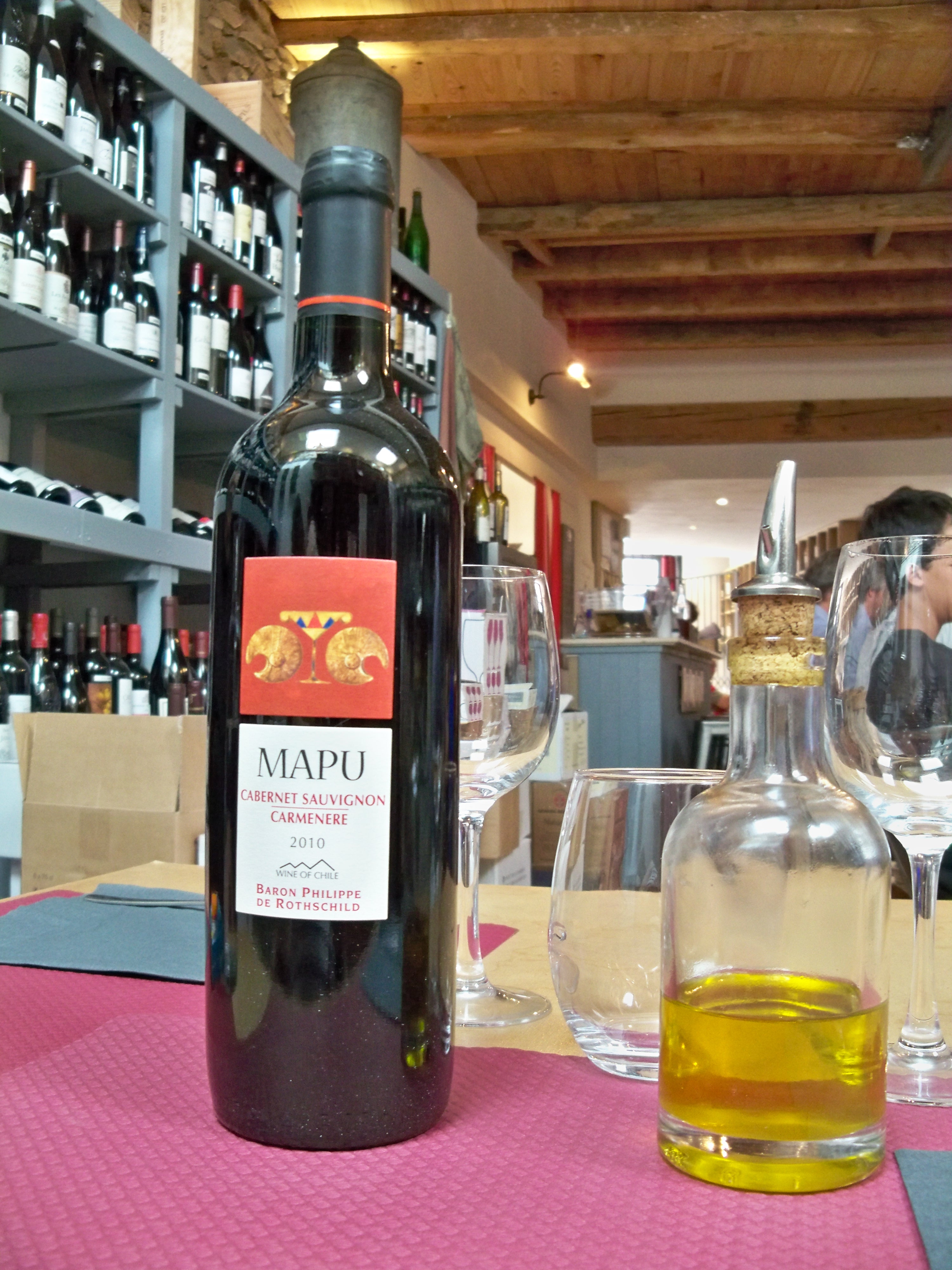
Mapu, carménère, baron Philippe de Rothschild.

Le pays a depuis longtemps attiré quelques investisseurs français, au total une quinzaine de Français sont aujourd'hui sur place, dont les Rothschild (ceux de Mouton Rothschild et de Lafite), les Marnier-Lapostolle (Grand-Marnier), « Michel Laroche » (Chablis), François et Jacques Lurton (Bordeaux) et les Dassault. De grands œnologues interviennent sur les propriétés.
Absents des marchés internationaux jusqu'au début des années 1980, les vins chiliens se placent en cinquième position mondiale à l'exportation et le Chili est devenu le huitième producteur mondial. Ses vins de qualité sont remarqués par la presse internationale à l'exemple de la revue anglaise Decanter qui, dans son classement des « cinquante meilleurs achats au monde », indique seize vins Français, sept Italiens, cinq Chiliens, trois Espagnols, trois Australiens, et deux Sud-Africains.

### Les régions
- Atacama : Copiapó, Huasco,
- Coquimbo : Elqui, Limarí, Choapa,
- Aconcagua : Aconcagua, Maipo, Casablanca, San Felipe, San Antonio,
- Vallée centrale : Maipo, Curicó, Maule, Colchagua, Cachapoal,
- Région Sud : Itata, Bio-Bio, Malleco, Cautin,
- Région australe : Osorno, Puerto Montt...

#### Internet
- Cartographie du vignoble chilien
- Les régions viticoles chiliennes
- Guide des vins du Chili
- Wines of Chile

#### Vidéos
- [vidéo] « Le Chili » sur Voyage, 2002, 52 min.
- [vidéo] « Patagonie : Les vignes du bout du monde » sur Arte, 2019, 27 min.
- (en) [vidéo] « The Wines of Chile » sur GuildSomm, 17 janvier 2018, 16 min.